# کوه دالانپر
کوه و قله دالامپر  از جاهای دیدنی اذربایجان غربی و شهر اورمیه و دهستان سرسبز مرگور است. منظره این کوه در ۴۵کیلومتری ارومیه است.

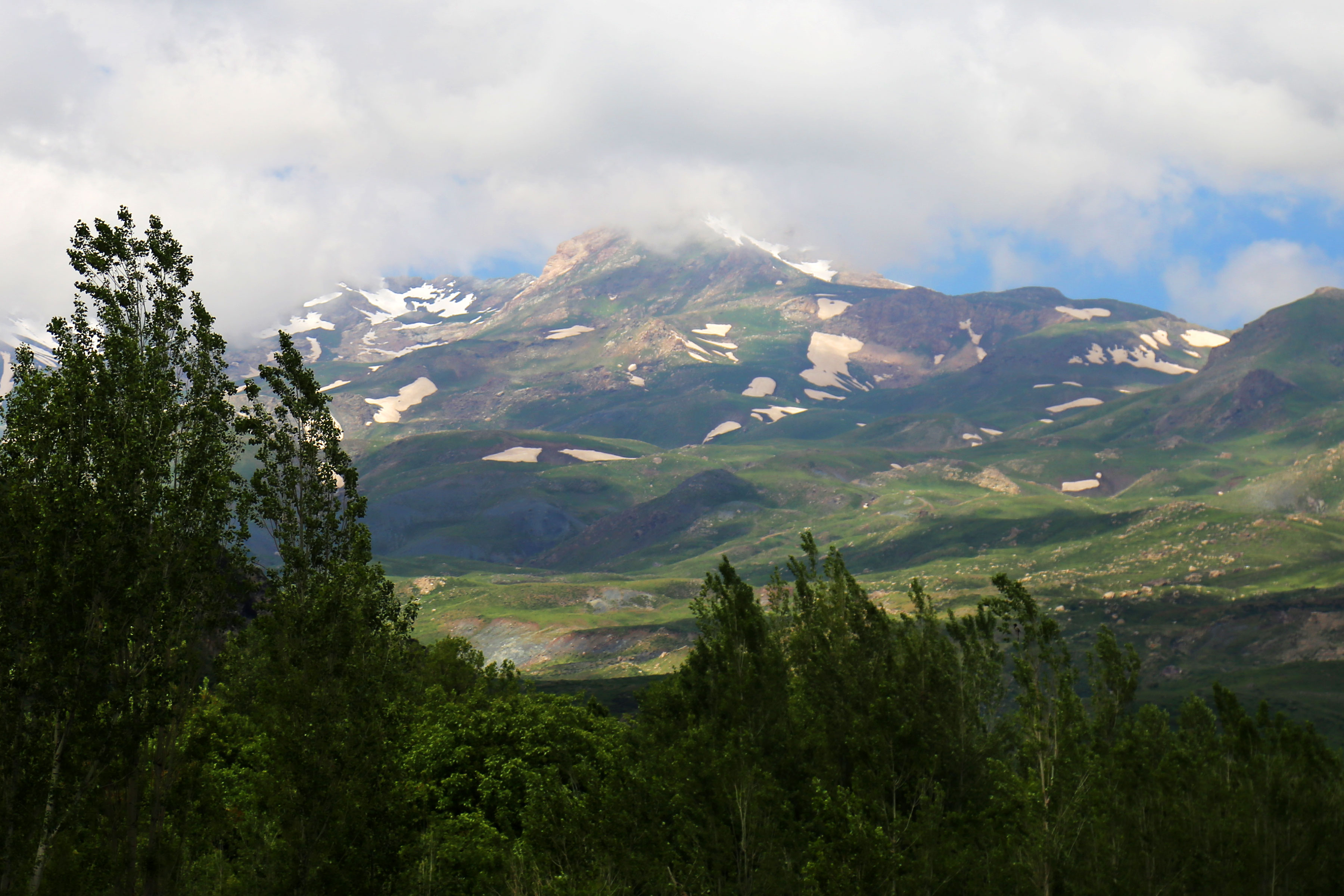
کوه دالامپر (دالانپر)

یخچال‌های طبیعی و برف‌های کوه دالامپر اورمیه ذره‌ذره آب شده‌اند و دریاچه دایره‌ای شکل دالامپر را خلق کرده‌اند. دریاچه دالامپر اورمیه قطری با اندازه تقریبی ۴۵۰ و عمق ۵۰ متر دارد و ارتفاعش از سطح دریا ۲۷۲۰ متر است.
آبشارهای خروشان، دشت‌های پرگل و هوای خنک و چشمه های فروان و یخچال های برفی از ویژگی های ظاهری و زیبای قله و کوه دالامپر است.
همچنین ارتفاع این کوه طبق دقیق ترین نقشه های سازمان نقشه برداری ۳۴۵۹ متر می باشد؛ در سمت شرق قله اصلی و قبل از آن قله ی فرعی این کوه قرار گرفته که ارتفاع آن ۳۴۴۹ متر می باشد.

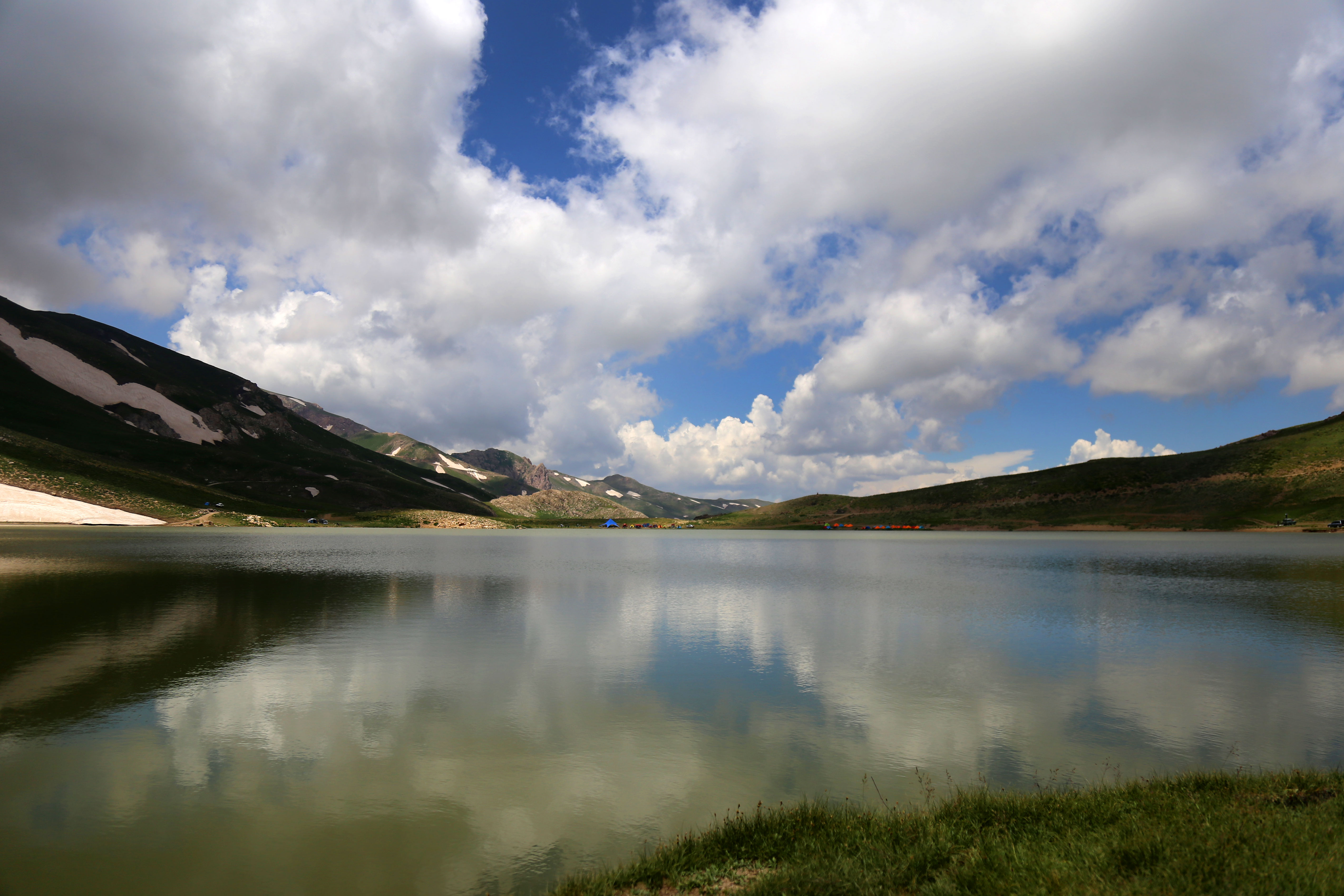
دریاچه دالامپر

## گالری

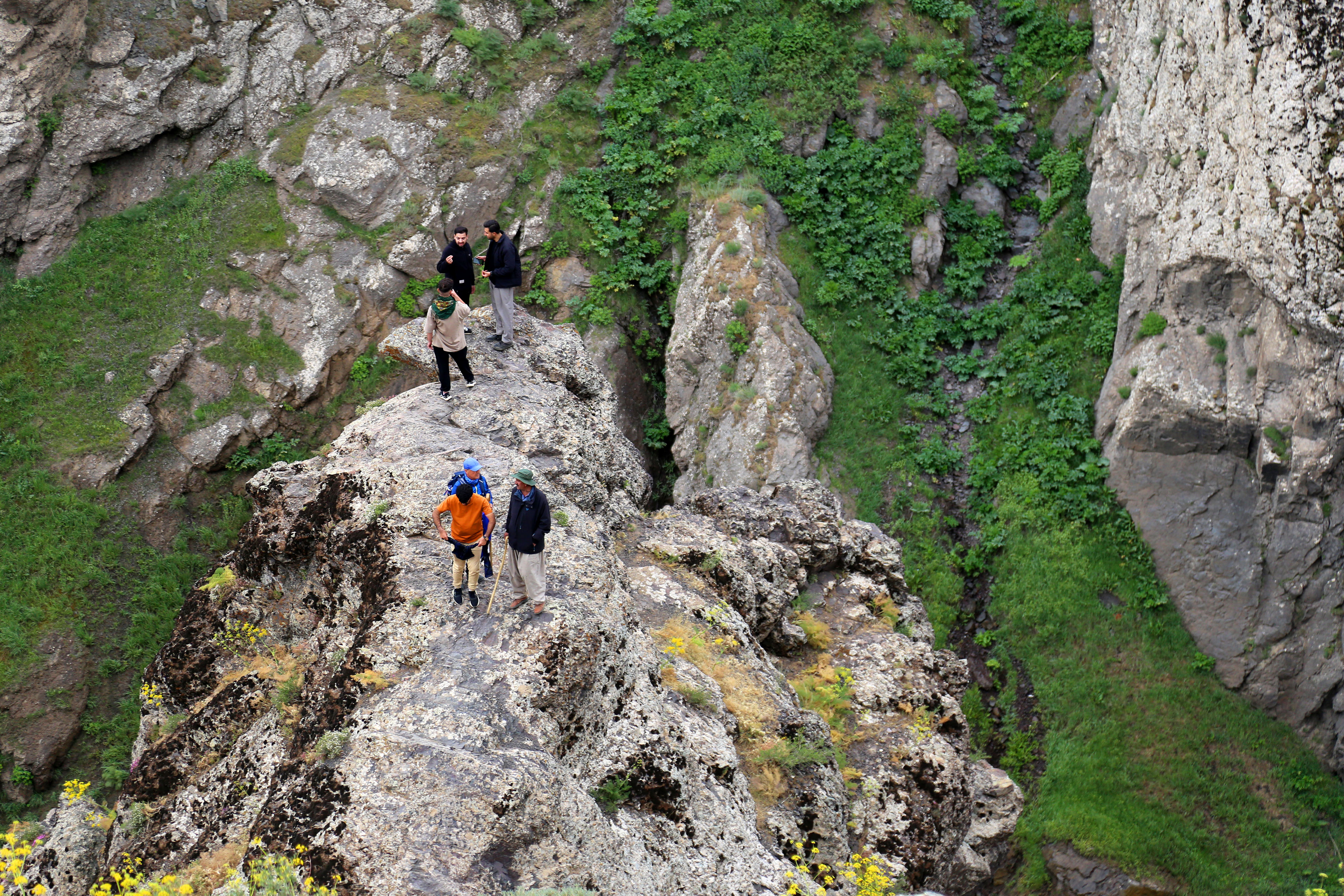
آبشار سودوکل، آذربایان غربی
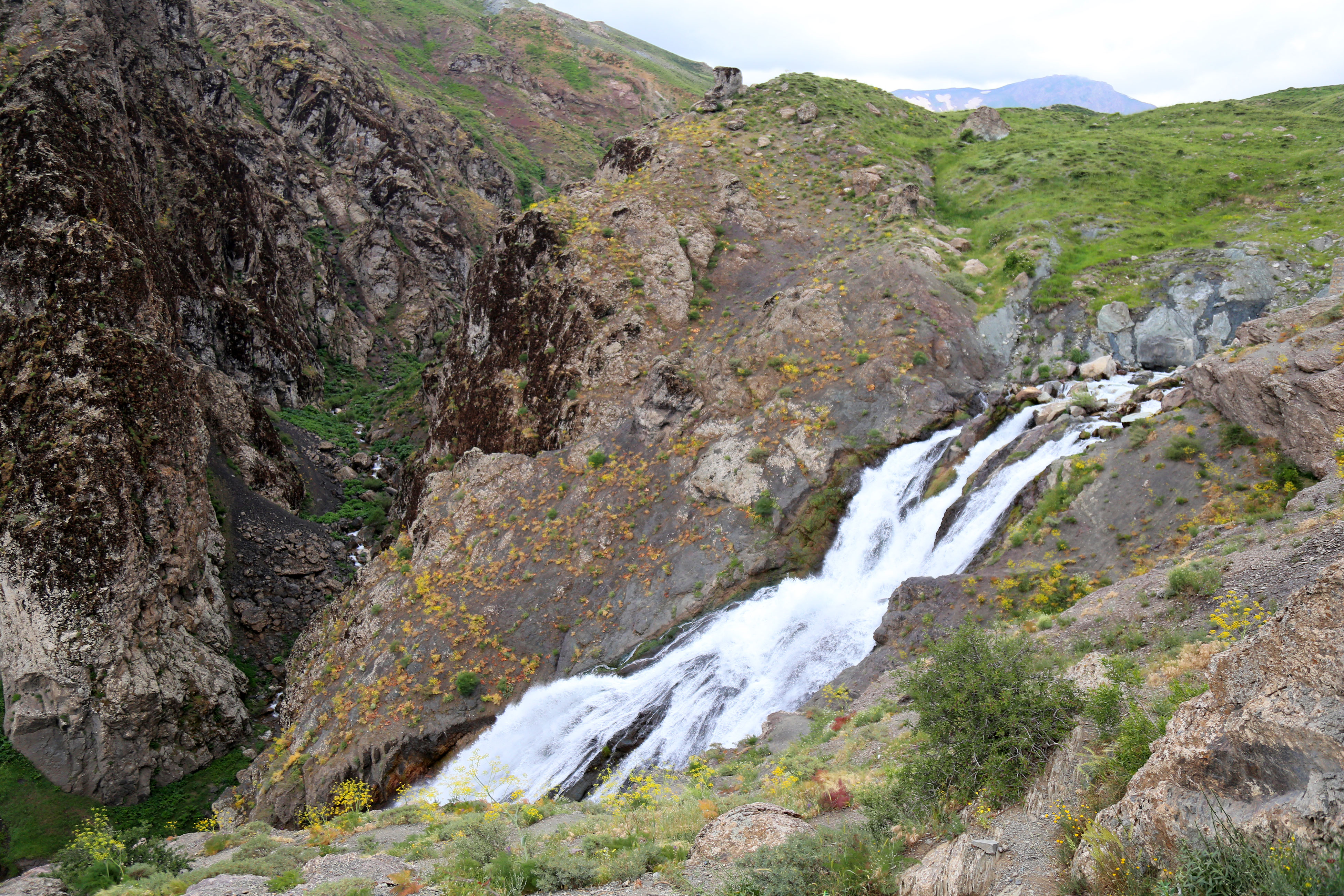
آبشار سودوکل، آذربایان غربی
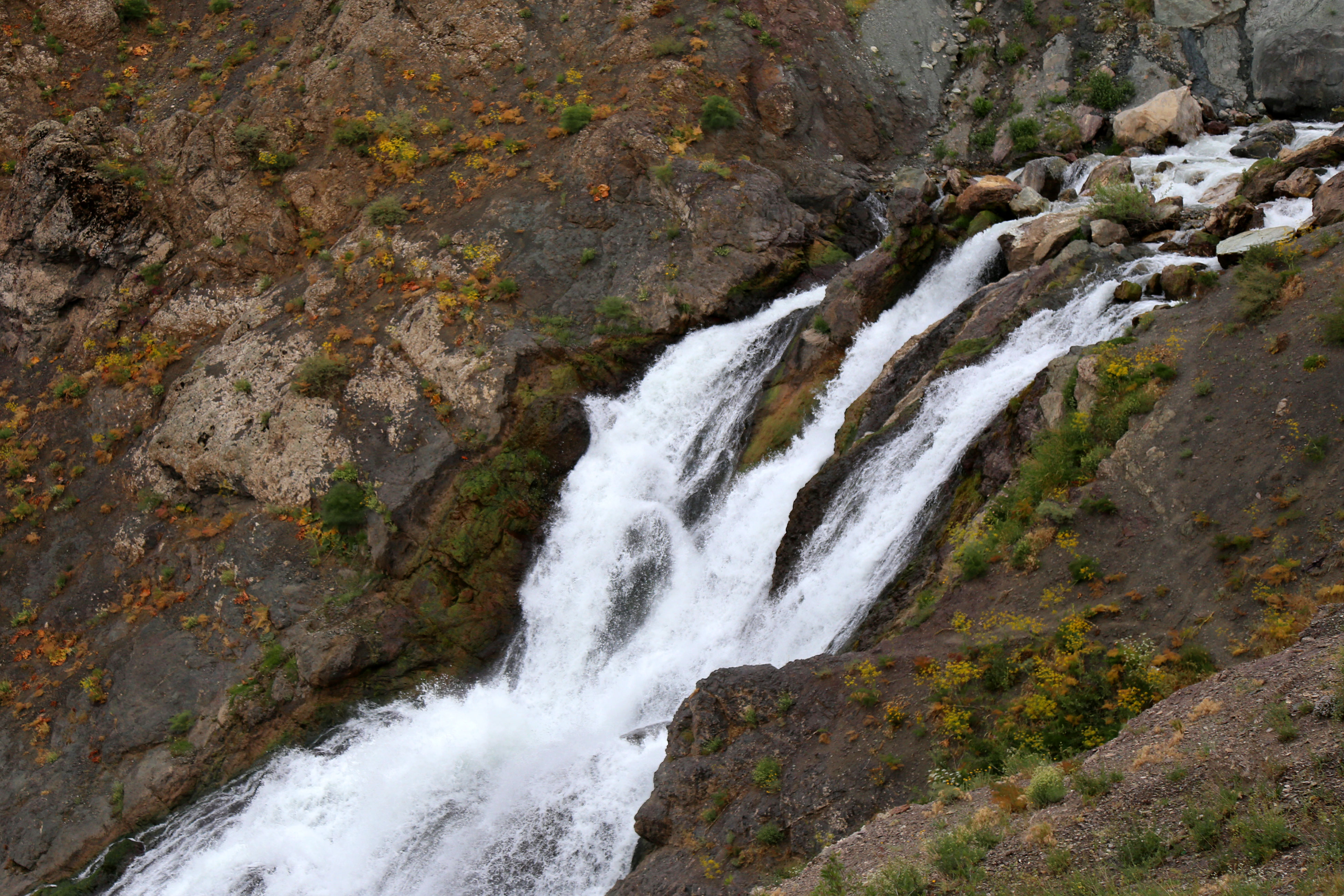
آبشار سودوکل، آذربایان غربی
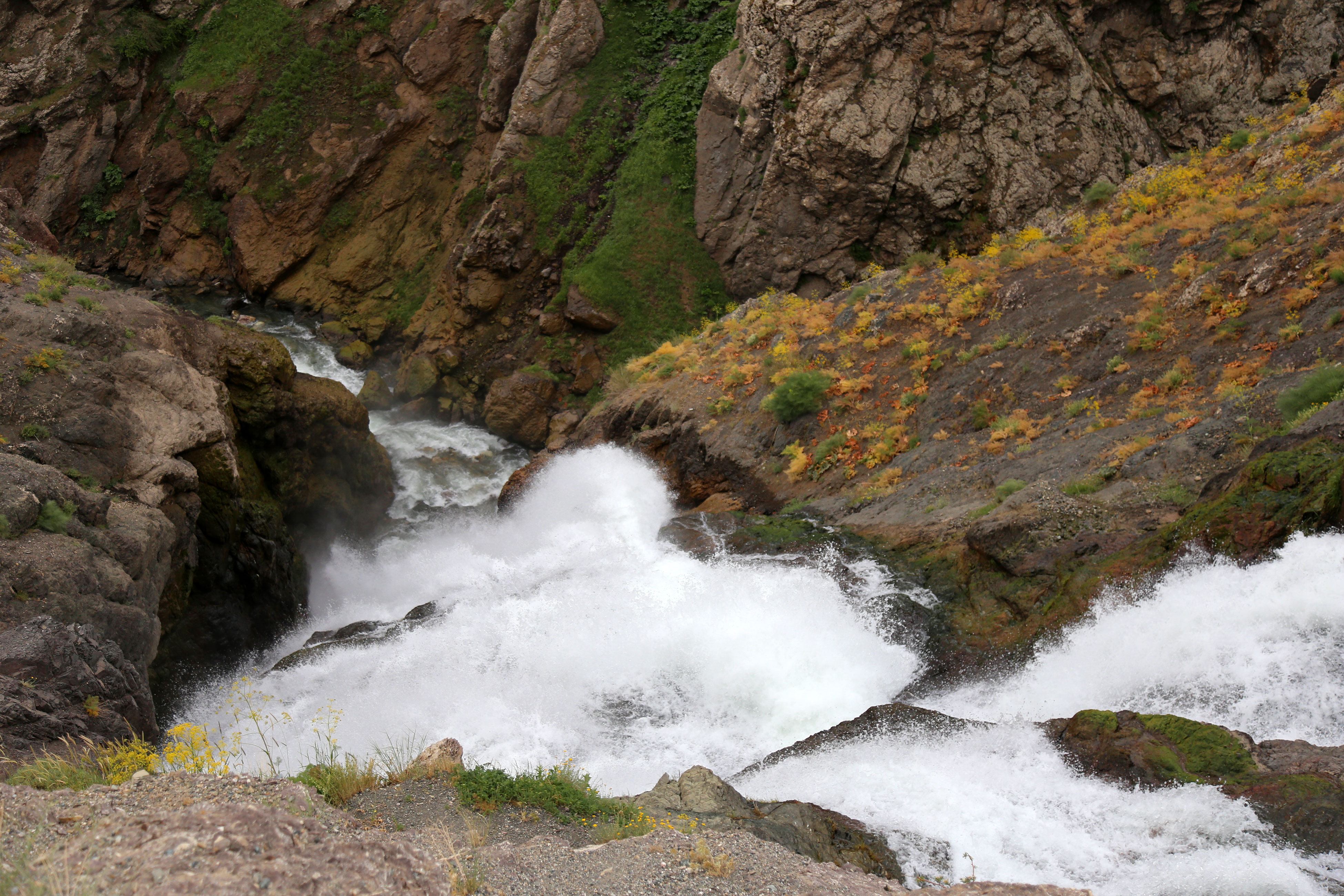
آبشار سودوکل، آذربایان غربی
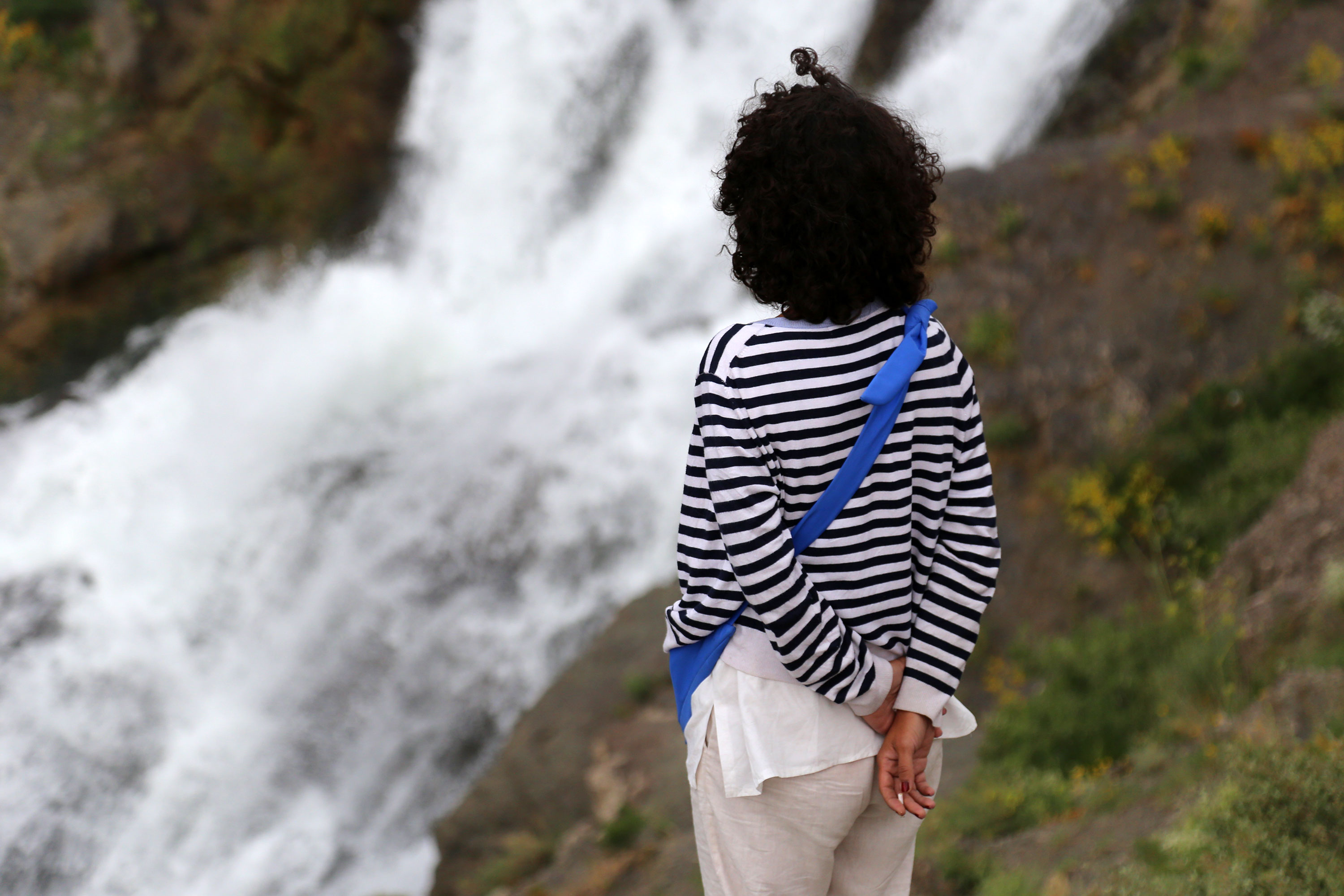
آبشار سودوکل، آذربایان غربی
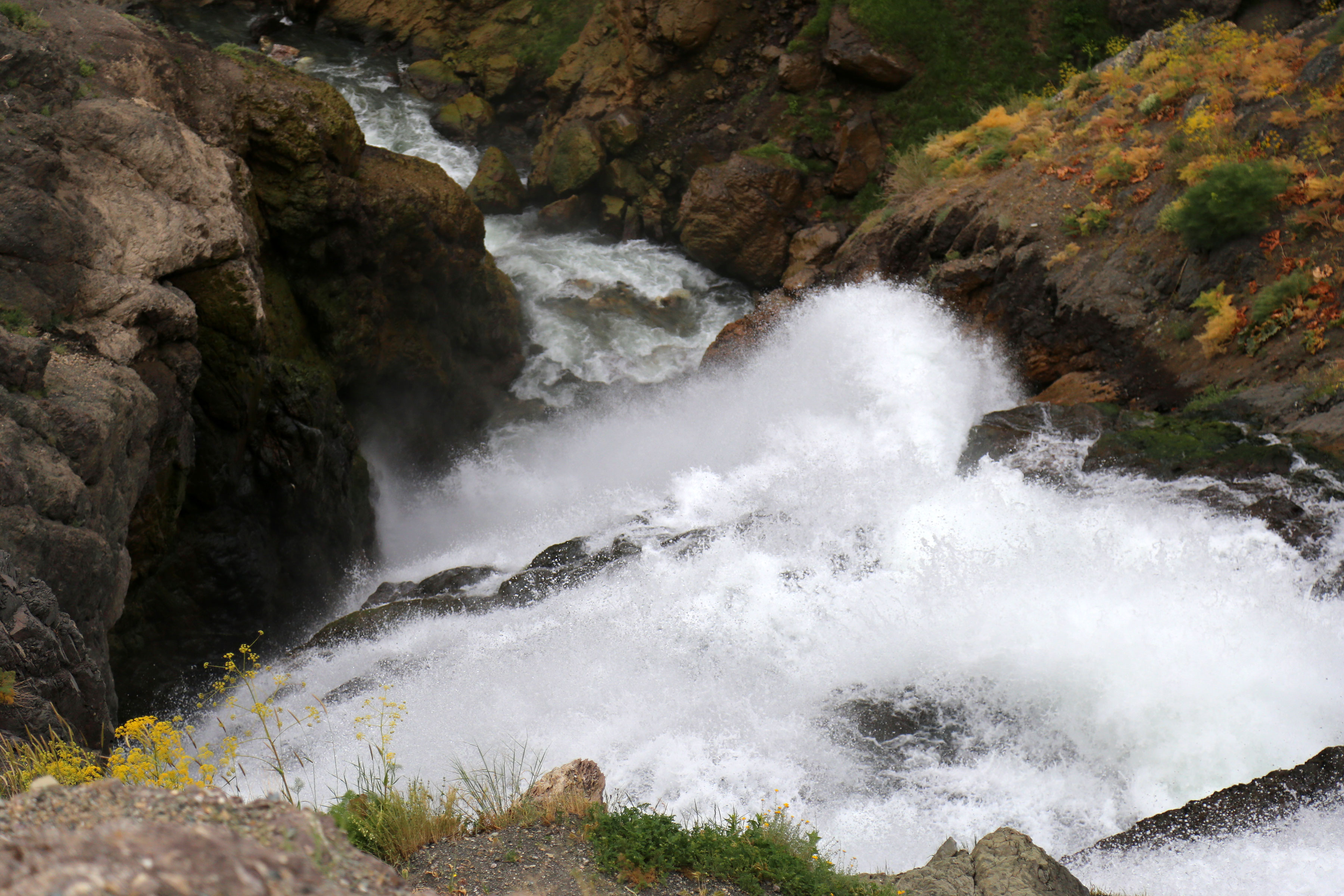
آبشار سودوکل، آذربایان غربی
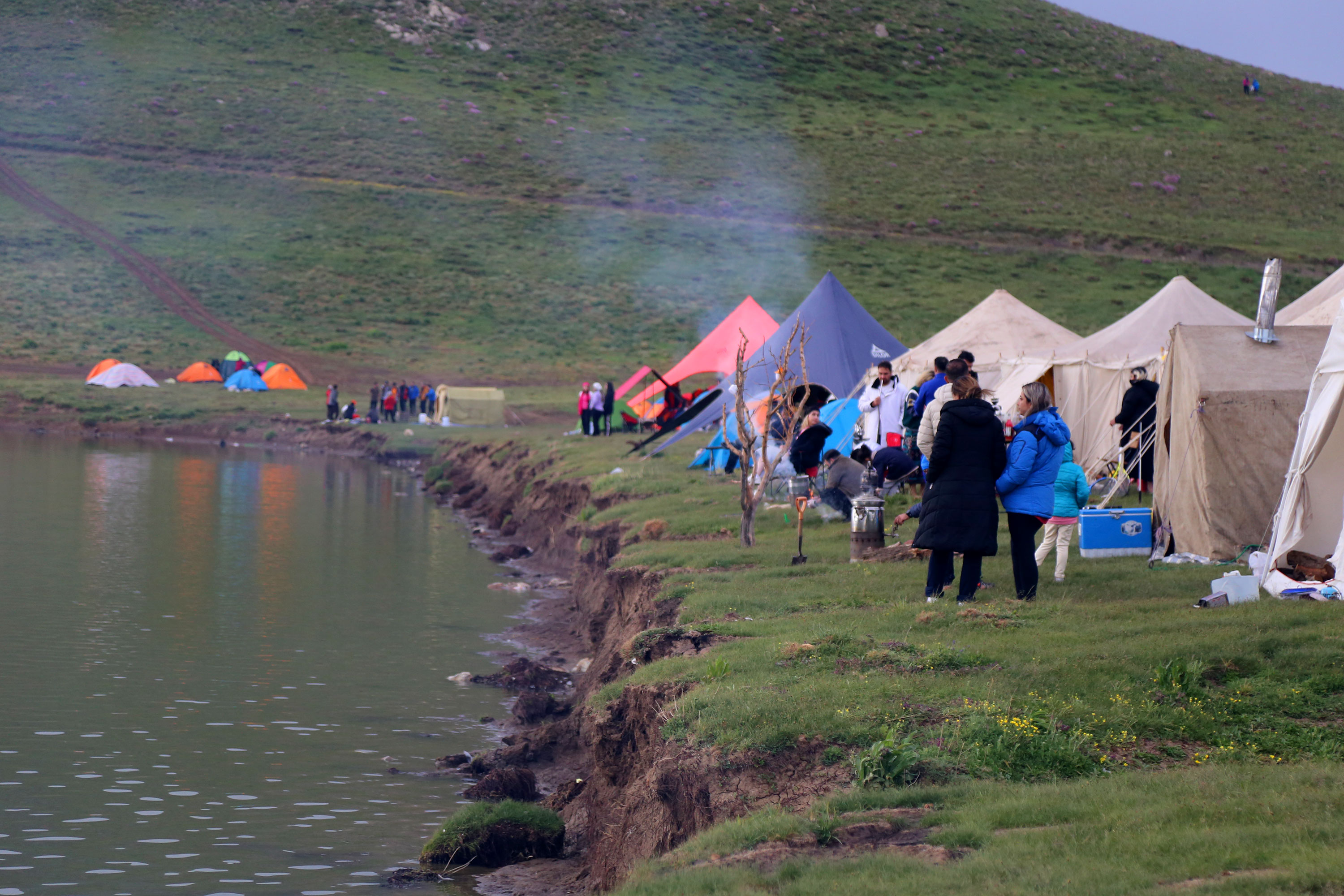
دریاچه دالامپر، آذربایان غربی
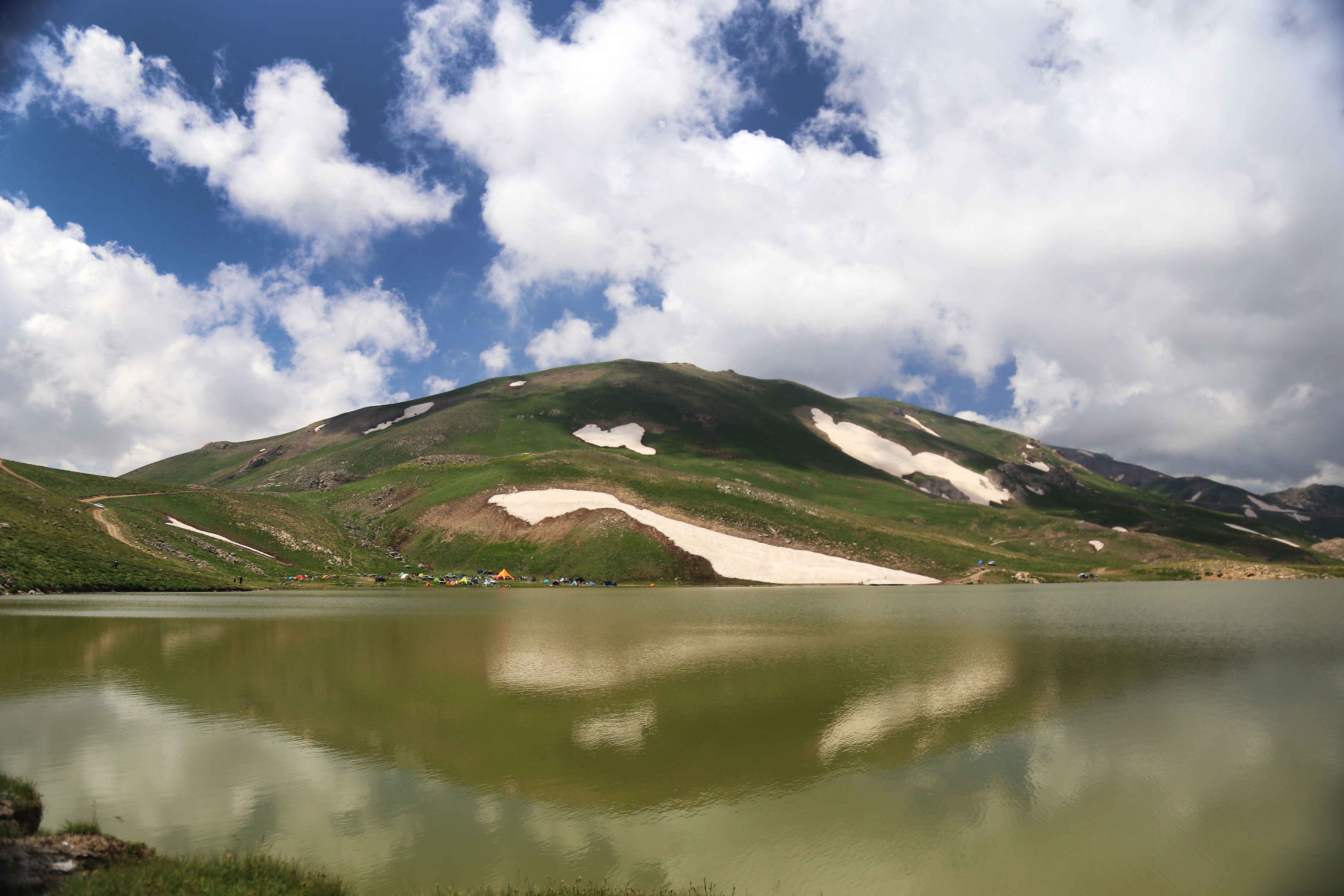
دریاچه دالامپر، آذربایان غربی
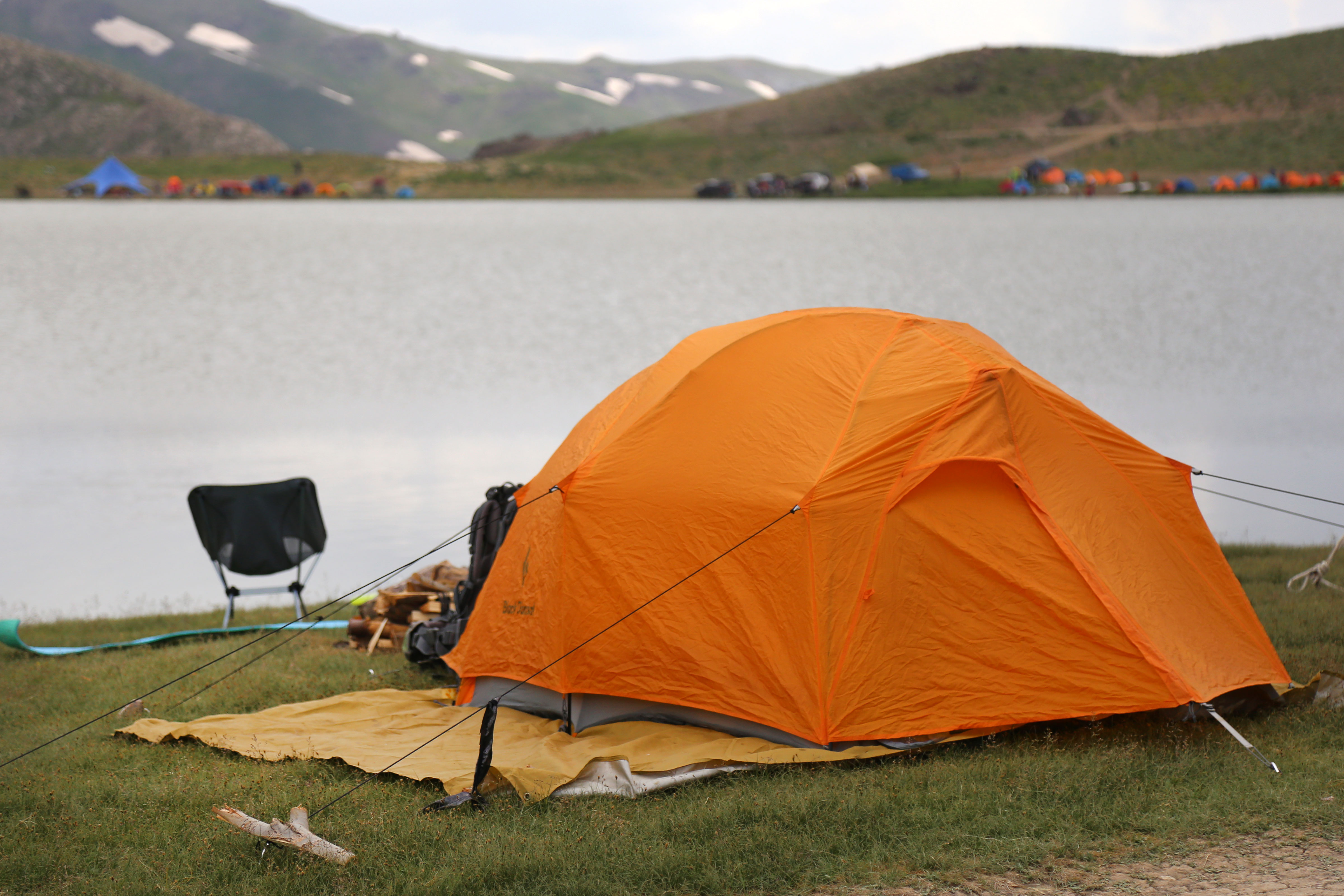
دریاچه دالامپر، آذربایان غربی
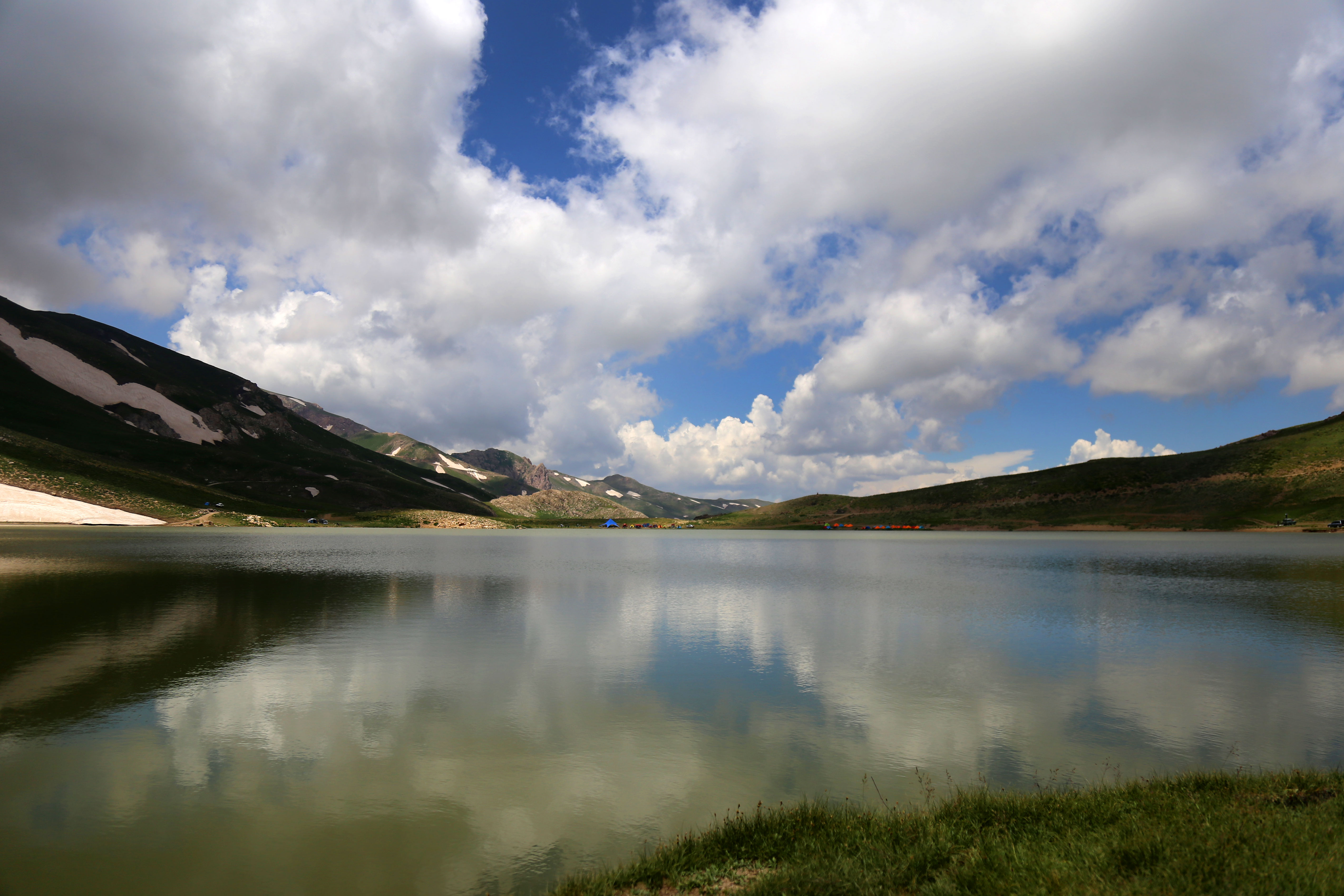
دریاچه دالامپر، آذربایان غربی
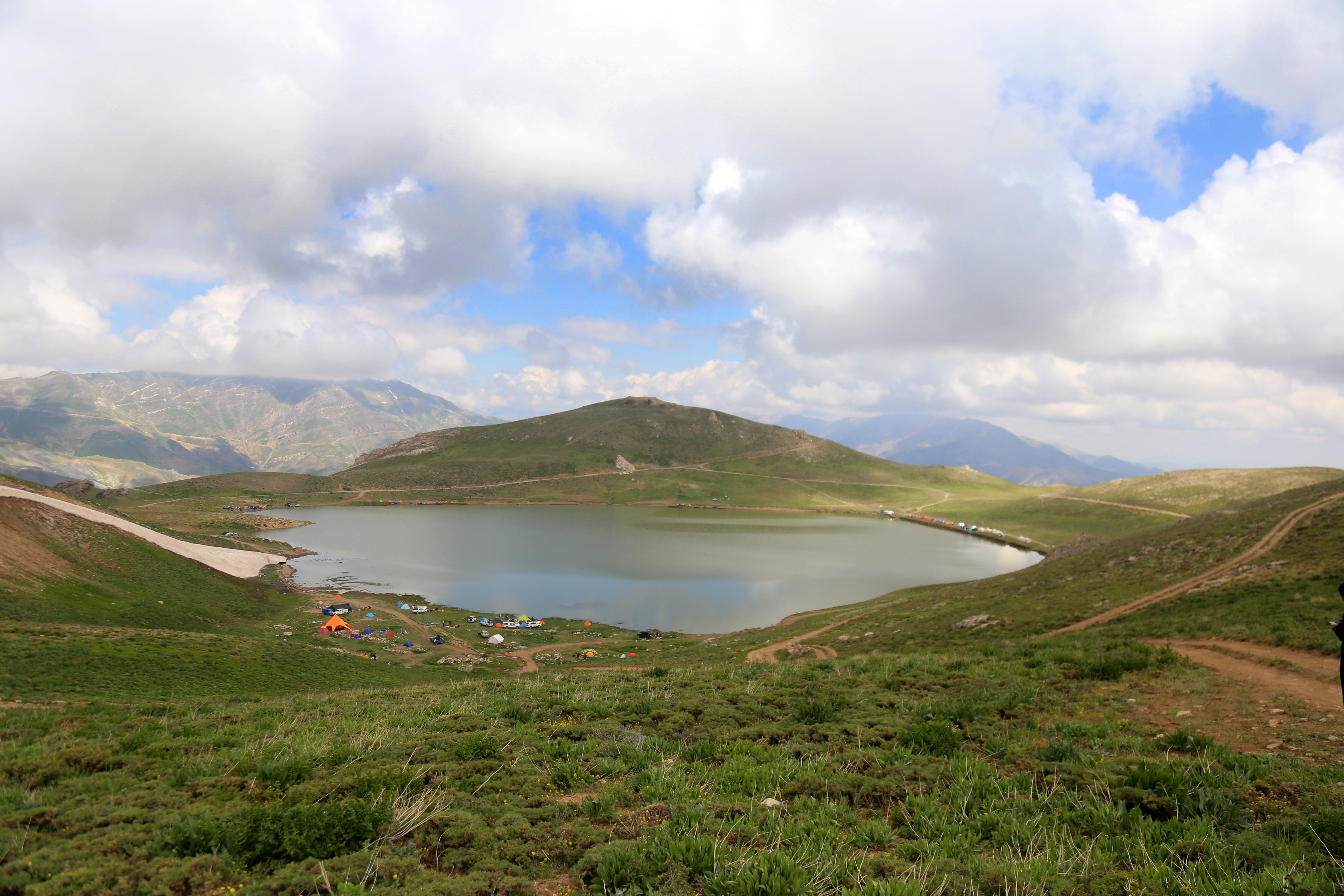
دریاچه دالامپر، آذربایان غربی